# Самвел Баласанян
Баласанян Самвел Місакович (вірм. Սամվել Բալասանյան, * 12 жовтня 1954 р., Ґюмрі, Вірменська РСР) — мер міста Ґюмрі, другого за розміром міста Вірменії.

## Життєпис
- 1971–1976 — Ленінаканський державний педагогічний інститут ім. М. Налбандяна. Педагог-математик.
- 1976–1977 — служба в радянській армії.
- 1977–1978 — робітник на Ленінаканському пивоварному заводі, потім технолог на кондитерській фабриці.
- 1977–1983 — Московський інститут харчової промисловості. Технолог-харчовик.
- 1992–1999 — був директором Ленінаканського пивоварного заводу.
- 1999–2003 — був депутатом Національних зборів. Член постійної комісії з соціальних питань, з питань охорони здоров'я та охорони природи. Член депутатської групи «Стабільність», потім депутатської групи «Аграрно-промислове народне об'єднання».
- 2003–2007 — знову депутат парламенту. Член постійної комісії з фінансово-кредитних, бюджетних та економічних питань. Голова тимчасової комісії з вивчення можливостей відновлення та повернення ощадних вкладів громадян в «Армсбербанку». Член партії «Орінац Єркір» і керівник однойменної фракції.
- У 2005 р. нагороджений почесною медаллю Національних зборів.
- 12 травня 2007 — обраний депутатом парламенту.
- З 2009 р. — член та заступник голови партії «Процвітаюча Вірменія».
- 7 жовтня 2010 — обраний заступником голови Національних зборів.
- 9 вересня 2012 — обраний мером міста Гюмрі, набравши понад 60 % голосів виборців[1].